# Syncalipsis
Syncalipsis is een geslacht van vlinders van de familie echte motten (Tineidae).

## Soorten
- S. avrucanaeli Capuse, 1969
- S. myrmecozelis Gozmány, 1968
- S. optania (Meyrick, 1908)
- S. scotochrysis Gozmány, 1969
- S. sudanica Gozmány, 1965
- S. triangularis Gozmány, 1968
- S. typhodes (Meyrick, 1917)